# ابراهیم کندی (برزند)
ابراهیم کندی از روستاهای شمالی دهستان پائین برزند است که در میان روستاهای ارزنق، نورالله بیگلو، شاهماربیگلو و قلعه برزند جای گرفته است این آبادی در مجاورت رود برزندچای که در سراسر دهستان پائین برزند به سمت شمال جاری می‌شود قرار دارد. ابراهیم کندی در سرشماری سال ۱۳۹۰ کشور دارای ۲۸ خانوار با ۱۲۱ نفر جمعیت بود.